# كابايلا
بلدية كابايلا (بالإسبانية: Capilla)‏, هي إحدى بلديات مقاطعة بطليوس, التي تقع في منطقة إكستريمادورا, والتي تقع في غرب إسبانيا.
يبلغ عدد سكانها 212 نسمة وفقاً لإحصائية سنة (2002).